# غريس راندولف
غريس راندولف (بالإنجليزية: Grace Randolph)‏ هي ناقدة سينمائية ويوتيوبية أمريكية، ولدت في 19 أغسطس 1973.

## وصلات خارجية
- الموقع الرسمي
- غريس راندولف على موقع IMDb (الإنجليزية)
- غريس راندولف على موقع روتن توميتوز (الإنجليزية)
- غريس راندولف على موقع كينوبويسك (الروسية)